# Центр исследований и документации по современной истории Бразилии
Центр исследований и документации по современной истории Бразилии (порт. Centro de Pesquisa e Documentação de História Contemporânea do Brasil, CPDOC) — бразильский негосударственный исследовательский и образовательный центр, специализирующийся на современной истории Бразилии; был основан в городе Рио-де-Жанейро в 1973 году, управляется Фондом Жетулиу Варгаса (FGV).

## История
Центр исследований и документации современной истории Бразилии (CPDOC) был создан в 1973 году, его штаб-квартира располагалась в городе Рио-де-Жанейро. В 1988 году CPDOC основал еженедельный журнал «Revista Estudos Históricos»; в 2009 году центр выпустил первый номер журнала «Revista Mosaico», ставшего одним из ключевых научных источников по социальным наукам в Бразилии. С 2003 года CPDOC предлагает программу для прохождения аспирантуры в области истории, политики и культуры (PPHPBC); также центр предлагает программу MBA в области международных отношений. Позднее, в 2006 году, был открыт бакалавриат по общественным наукам. В 2013 году центр также стал официально известен как «Школа социальных наук» при FGV.
Фонды CPDOC насчитывают около одного миллиона восьмисот тысяч документов: они состоят из рукописей, печатных материалов, фотографий и кинопленок. Центр хранит оригиналы дневников ряда бразильских политиков XX века, включая президентов Бразилии, губернаторов штатов и федеральных политиков — прежде всего, работавших после 1930 года, в эру Варгаса. Центр является ответственным за каталогизацию, сохранность и публикацию своих фондов. Частью CPDOC является центр прикладных социальных исследований «FGV-Opinião».